# Fiji nos Jogos Olímpicos de Verão de 2016
Fiji participou dos Jogos Olímpicos de Verão de 2016, que foram realizados na cidade do Rio de Janeiro, no Brasil, entre os dias 5 e 21 de agosto de 2016.
Fiji conquistou sua primeira medalha na história com a medalha de ouro vencida pelo rugby sevens masculino contra a equipe da Grã-Bretanha no dia 12 de agosto de 2016.

## Medalhistas
| Medalha                                                                                                   | Nome | Esporte      | Evento            | Data         |
| --- | --- | ------------ | ----------------- | ------------ |
| Medalha de ouro                                                                                           | Seleção Fijiana de Rugby Sevens \| Josua Vakurunabili Iosefo Masi Jiuta Wainiqolo Meli Derenalagi Jerry Tuwai Napolioni Bolaca Sireli Maqala \| Kalione Nasoko Asaeli Tuivuaka Vilimoni Botitu Waisea Nacuqu Aminiasi Tuimaba \| | Rugby sevens | Torneio masculino | 11 de agosto |
| Josua Vakurunabili Iosefo Masi Jiuta Wainiqolo Meli Derenalagi Jerry Tuwai Napolioni Bolaca Sireli Maqala | Kalione Nasoko Asaeli Tuivuaka Vilimoni Botitu Waisea Nacuqu Aminiasi Tuimaba |              |                   |              |